# Bobby Clarke

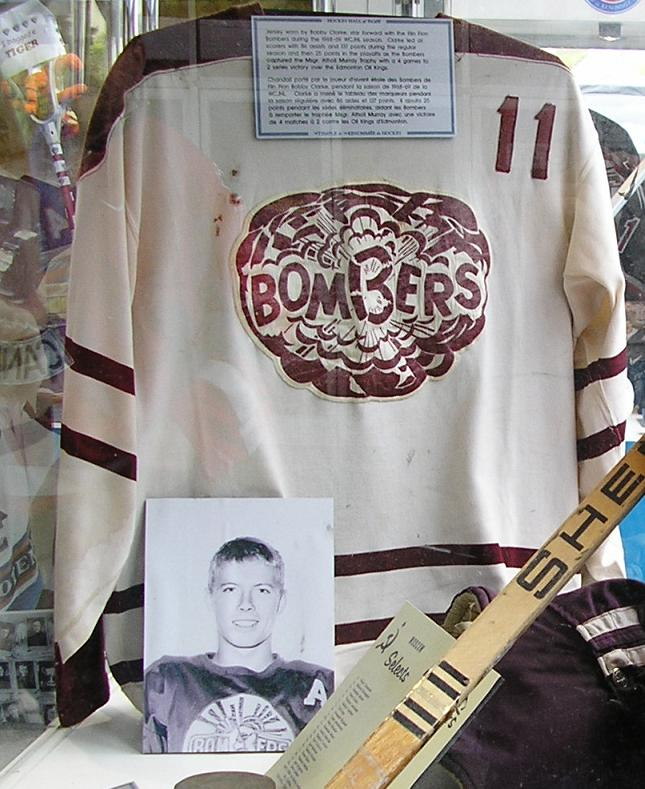
Clarkův dres

Robert Earle Clarke (*13. srpna 1949, Flin Flon, Manitoba, Kanada) je bývalý kanadský hokejista. U příležitosti 100. výročí NHL byl v lednu 2017 vybrán jako jeden ze sta nejlepších hráčů historie ligy.

## Hráčská kariéra
Draftován byl roku 1969 jako 2. volba Philadelphia Flyers a celkově jako 17. Celou svou kariéru tento hráč odehrál za Philadelphia Flyers (1969–1984), s kterými také vyhrál dva Stanley Cupy, a to v letech 1974 a 1975.
Hráč slavil i reprezentační úspěchy.
Byl fanoušky Flyers oblíben pro svou tvrdou a nekompromisní hru. Fanoušci ostatních týmů za to ale Clarka nenáviděli. Stejně tak jako jeho nechvalně proslulý tým, kde hráči každý problém vyřídili zbitím protivníka. To pocítil na vlastní kůži i kapitán českého týmu František Pospíšil v roce 1972. Rozzuřený Clarke udeřil českého obránce hokejkou do spánku. Během 6. zápasu Série století 1972 dále úmyslně zranil Rusa Valerije Charlamova. Tomu záměrně zlomil kotník, když ho vší silou praštil obouruč hokejkou do nohy. Za to se mu Clarke ještě vysmál a od ruského hráče za to schytal úder do břicha. Patřil těž do slavné éry Broad Street Bullies.
Měl těžkou cukrovku, i přes to ale hrál. Musel mít speciální stravovací režim.
Celkem si připsal v základní části v 1144 zápasech 1210 bodů za 358 gólů a 852 asistencí. V play-off zaznamenal v 136 zápasech 119 bodů za 42 gólů a 77 asistencí.
Byl také kapitánem Philadelphia Flyers v letech 1973–1979 a pak znovu v sezoně 1983–1984. V roce 1987 byl slavnostně uveden do Hokejové síně slávy. Po skončení kariéry se stal generálním manažerem Philadelphia Flyers. 19 z 23 sezón v této funkci strávil ve Flyers. Odskočil si do Minnesota North Stars a Florida Panthers. Třikrát se mu podařilo s týmem Philadelphie postoupit do finále konference, jednou s mu to povedlo s Minnesotou. V sezóně 2006–2007, která se Philadelphii vůbec nepovedla, byl propuštěn a nyní je viceprezidentem klubu Flyers.

## Úspěchy a ocenění
Týmové
- dvojnásobný vítěz Stanley Cupu - v letech 1974 a 1975 s Philadelphia Flyers
- vítěz Kanadského poháru 1976 - s Kanadskou reprezentací
- bronzová medaile z MS 1982

Individuální
- Brownridge Trophy 1968, 1969
- WCHL MVP 1969
- WCJHL/WCHL 1. All-Star Team 1968, 1969
- Bill Masterton Memorial Trophy 1972
- Hart Memorial Trophy 1973, 1975, 1976
- Lester B. Pearson Award 1974
- Lester Patrick Trophy 1980
- Class Guy Award 1982
- Frank J. Selke Trophy 1983
- Lionel Conacher Award 1975
- Lou Marsh Trophy 1975
- 1. NHL All-Star Team 1975, 1976
- 2. NHL All-Star Team 1975, 1976

## Klubové statistiky
| Sezóna     | Klub                     | Soutěž     |      | Základní část | Základní část | Základní část | Základní část | Základní část |    | Play off | Play off | Play off | Play off | Play off |
| Sezóna     | Klub                     | Soutěž     | Z    | G             | A             | B             | TM            | Z             | G  | A        | B        | TM       |          |          |
| 1965–66    | Flin Flon Midget Bombers | MAHL       | —    | —             | —             | —             | —             | —             | —  | —        | —        | —        |          |          |
| 1965–66    | Flin Flon Bombers        | SJHL       | 4    | 4             | 3             | 7             | 0             | —             | —  | —        | —        | —        |          |          |
| 1966–67    | Flin Flon Bombers        | MJHL       | 45   | 71            | 112           | 183           | 123           | 14            | 10 | 18       | 28       | 51       |          |          |
| 1966–67    | Flin Flon Bombers        | M-Cup      | —    | —             | —             | —             | —             | 6             | 2  | 5        | 7        | 49       |          |          |
| 1967–68    | Flin Flon Bombers        | WCHL       | 59   | 51            | 117           | 168           | 148           | 15            | 4  | 10       | 14       | 2        |          |          |
| 1968–69    | Flin Flon Bombers        | WCHL       | 58   | 51            | 86            | 137           | 123           | 18            | 9  | 16       | 25       | 0        |          |          |
| 1969–70    | Philadelphia Flyers      | NHL        | 76   | 15            | 31            | 46            | 68            | —             | —  | —        | —        | —        |          |          |
| 1970–71    | Philadelphia Flyers      | NHL        | 77   | 27            | 36            | 63            | 78            | 4             | 0  | 0        | 0        | 2        |          |          |
| 1971–72    | Philadelphia Flyers      | NHL        | 78   | 35            | 46            | 81            | 87            | —             | —  | —        | —        | —        |          |          |
| 1972–73    | Philadelphia Flyers      | NHL        | 78   | 37            | 67            | 104           | 80            | 11            | 2  | 6        | 8        | 6        |          |          |
| 1973–74    | Philadelphia Flyers      | NHL        | 77   | 35            | 52            | 87            | 113           | 17            | 5  | 11       | 16       | 42       |          |          |
| 1974–75    | Philadelphia Flyers      | NHL        | 80   | 27            | 89            | 116           | 125           | 17            | 4  | 12       | 16       | 16       |          |          |
| 1975–76    | Philadelphia Flyers      | NHL        | 76   | 30            | 89            | 119           | 136           | 16            | 2  | 14       | 16       | 28       |          |          |
| 1976–77    | Philadelphia Flyers      | NHL        | 80   | 27            | 63            | 90            | 71            | 10            | 5  | 5        | 10       | 8        |          |          |
| 1977–78    | Philadelphia Flyers      | NHL        | 71   | 21            | 68            | 89            | 83            | 12            | 4  | 7        | 11       | 8        |          |          |
| 1978–79    | Philadelphia Flyers      | NHL        | 80   | 16            | 57            | 73            | 68            | 8             | 2  | 4        | 6        | 8        |          |          |
| 1979–80    | Philadelphia Flyers      | NHL        | 76   | 12            | 57            | 69            | 65            | 19            | 8  | 12       | 20       | 16       |          |          |
| 1980–81    | Philadelphia Flyers      | NHL        | 80   | 19            | 46            | 65            | 140           | 12            | 3  | 3        | 6        | 6        |          |          |
| 1981–82    | Philadelphia Flyers      | NHL        | 62   | 17            | 46            | 63            | 154           | 4             | 4  | 2        | 6        | 4        |          |          |
| 1982–83    | Philadelphia Flyers      | NHL        | 80   | 23            | 62            | 85            | 115           | 3             | 1  | 0        | 1        | 2        |          |          |
| 1983–84    | Philadelphia Flyers      | NHL        | 73   | 17            | 43            | 60            | 70            | 3             | 2  | 1        | 3        | 6        |          |          |
| NHL celkem | NHL celkem               | NHL celkem | 1144 | 358           | 852           | 1210          | 1453          | 136           | 42 | 77       | 119      | 152      |          |          |

## Reprezentace
| Rok                      | Tým                      | Soutěž                   | Z  | G | A | B  | TM |
| ------------------------ | ------------------------ | ------------------------ | -- | - | - | -- | -- |
| 1972                     | Kanada                   | Ss                       | 8  | 2 | 4 | 6  | 18 |
| 1976                     | Kanada                   | KP                       | 6  | 1 | 2 | 3  | 0  |
| 1979                     | NHL All-Stars            | Challenge Cup            | 3  | 0 | 1 | 1  | 0  |
| 1982                     | Kanada                   | MS                       | 9  | 0 | 1 | 1  | 6  |
| Mezinárod. utkání celkem | Mezinárod. utkání celkem | Mezinárod. utkání celkem | 26 | 3 | 8 | 11 | 24 |

## Osobní život
Ve zhruba 12 letech byl Clarkovi diagnostikován diabetes 1. typu.
Se svou ženou Sandy má Clarke čtyři děti, dva syny a dvě dcery. Žijí v Ocean City v New Jersey.